# Aksel Lund Svindal
Aksel Lund Svindal (n. 26 decembrie 1982, Lørenskog, Akershus, Norvegia) este un fost schior norvegian ce a participat la Cupa Mondială de Schi Alpin. 

## Carieră
Svindal este de două ori câștigător al Cupei Mondiale la Schi Alpin la general 2007 și 2009, este medaliat cu aur la proba de Super-G la Jocurile Olimpice de iarnă din 2010 și câștigător de cinci ori la Campionatele Mondiale la probele de coborâre, slalom uriaș și super combinată (2007 Åre, 2009 Val-d'Isère, 2011 Garmisch și 2013 Schladming). După victoria de la coborâre din 2013, Svindal a devenit primul schior alpin care câștigă titluri la patru campionate mondiale consecutive. La Jocurile Olimpice de iarnă din 2018 a câștigat medalia de aur la coborâre.

## Rezultate Cupa Mondială

### Titluri
- 11 titluri - (2 la general, 2 la coborâre, 5 la super-G, 1 la slalom uriaș, 1 la combinată)

| Sezon | Disciplină   |
| ----- | ------------ |
| 2006  | Super-G      |
| 2007  | General      |
| 2007  | Slalom Uriaș |
| 2007  | Combinata    |
| 2009  | General      |
| 2009  | Super-G      |
| 2012  | Super-G      |
| 2013  | Coborâre     |
| 2013  | Super-G      |
| 2014  | Coborâre     |
| 2014  | Super-G      |

### Clasări pe sezoane
| Sezon | Vârsta | General                  | Slalom                   | Slalom uriaș             | Super-G                  | Coborâre                 | Combinata                |
| ----- | ------ | ------------------------ | ------------------------ | ------------------------ | ------------------------ | ------------------------ | ------------------------ |
| 2003  | 20     | 39                       | 38                       | 26                       | 23                       | 58                       | 4                        |
| 2004  | 21     | 19                       | 41                       | 19                       | 15                       | 36                       | 6                        |
| 2005  | 22     | 21                       | 37                       | 17                       | 11                       | 30                       | —                        |
| 2006  | 23     | 2                        | 13                       | 10                       | 1                        | 13                       | 7                        |
| 2007  | 24     | 1                        | 21                       | 1                        | 5                        | 7                        | 1                        |
| 2008  | 25     | 40                       | 50                       | 19                       | 22                       | 45                       | —                        |
| 2009  | 26     | 1                        | —                        | 5                        | 1                        | 4                        | 11                       |
| 2010  | 27     | 4                        | 54                       | 8                        | 3                        | 7                        | —                        |
| 2011  | 28     | 4                        | 59                       | 2                        | 16                       | 10                       | 5                        |
| 2012  | 29     | 3                        | —                        | 11                       | 1                        | 6                        | 5                        |
| 2013  | 30     | 2                        | 47                       | 7                        | 1                        | 1                        | 5                        |
| 2014  | 31     | 2                        | —                        | 16                       | 1                        | 1                        | 12                       |
| 2015  | 32     | accidentat:nu a concurat | accidentat:nu a concurat | accidentat:nu a concurat | accidentat:nu a concurat | accidentat:nu a concurat | accidentat:nu a concurat |
| 2016  | 33     | 5                        | —                        | 27                       | 3                        | 2                        | 9                        |

### Victorii în curse
- 32 victorii – (12 Coborâre, 15 Super-G, 4 Slalom Uriaș, 1 Combinată)

| Sezon | Dată        | Oraș                  | Disciplină      |
| ----- | ----------- | --------------------- | --------------- |
| '2006 | 27 nov 2005 | Lake Louise, Canada   | Super-G         |
| '2006 | 15 mar 2006 | Åre, Suedia           | Coborâre        |
| 2007  | 30 nov 2006 | Beaver Creek, SUA     | Super combinata |
| 2007  | 21 dec 2006 | Hinterstoder, Austria | Slalom Uriaș    |
| 2007  | 14 mar 2007 | Lenzerheide, Elveția  | Coborâre        |
| 2007  | 15 mar 2007 | Lenzerheide, Elveția  | Super-G         |
| 2007  | 17 mar 2007 | Lenzerheide, Elveția  | Slalom Uriaș    |
| 2008  | 28 oct 2007 | Sölden, Austria       | Slalom Uriaș    |
| 2008  | 25 nov 2007 | Lake Louise, Canada   | Super-G         |
| 2009  | 5 dec 2008  | Beaver Creek, SUA     | Coborâre        |
| 2009  | 6 dec 2008  | Beaver Creek, SUA     | Super-G         |
| 2009  | 11 mar 2009 | Åre, Suedia           | Coborâre        |
| 2010  | 18 dec 2009 | Val Gardena, Italia   | Super-G         |
| 2011  | 8 ian 2011  | Adelboden, Elveția    | Slalom Uriaș    |
| 2012  | 27 nov 2011 | Lake Louise, Canada   | Super-G         |
| 2012  | 14 mar 2012 | Schladming, Austria   | Coborâre        |
| 2013  | 24 nov 2012 | Lake Louise, Canada   | Coborâre        |
| 2013  | 25 nov 2012 | Lake Louise, Canada   | Super-G         |
| 2013  | 14 dec 2012 | Val Gardena, Italia   | Super-G         |
| 2013  | 25 ian 2013 | Kitzbühel, Austria    | Super-G         |
| 2013  | 3 mar 2013  | Kvitfjell, Norvegia   | Super-G         |
| 2014  | 1 dec 2013  | Lake Louise, Canada   | Super-G         |
| 2014  | 6 dec 2013  | Beaver Creek, SUA     | Coborâre        |
| 2014  | 20 dec 2013 | Val Gardena, Italia   | Super-G         |
| 2014  | 29 Dec 2013 | Bormio, Italia        | Coborâre        |
| 2016  | 28 nov 2015 | Lake Louise, Canada   | Coborâre        |
| 2016  | 29 nov 2015 | Lake Louise, Canada   | Super-G         |
| 2016  | 4 dec 2015  | Beaver Creek, SUA     | Coborâre        |
| 2016  | 18 dec 2015 | Val Gardena, Italia   | Super-G         |
| 2016  | 19 dec 2015 | Val Gardena, Italia   | Coborâre        |
| 2016  | 16 ian 2016 | Wengen, Elveția       | Coborâre        |
| 2016  | 22 ian 2016 | Kitzbühel, Austria    | Super-G         |

## Rezultate Campionate Mondiale
| An   | Vârsta | Slalom | Slalom Uriaș | Super-G | Coborâre | Combinata |
| ---- | ------ | ------ | ------------ | ------- | -------- | --------- |
| 2003 | 20     | -      | 5            | DNF     | 22       | —         |
| 2005 | 22     | 12     | 6            | 7       | 7        | 2         |
| 2007 | 24     | DNF1   | 1            | 13      | 1        | 5         |
| 2009 | 26     | -      | 9            | 3       | 11       | 1         |
| 2011 | 28     | -      | 4            | DNF     | 5        | 1         |
| 2013 | 30     | -      | 4            | 3       | 1        | DNF2      |
| 2015 | 32     | -      | -            | 6       | 6        | —         |

## Rezultate Jocuri Olimpice
| An   | Vârsta | Slalom | Slalom Uriaș | Super-G | Coborâre | Combinata |
| ---- | ------ | ------ | ------------ | ------- | -------- | --------- |
| 2006 | 23     | DNF    | 6            | 5       | 21       | DNF       |
| 2010 | 25     | —      | —            | 1       | 2        | DNF       |
| 2014 | 27     | —      | —            | 7       | 4        | 8         |